# Supervivientes de los Andes (película de 1976)
Supervivientes de los Andes es una película mexicana de 1976 dirigida por René Cardona, que relata la tragedia que vivieron las víctimas del accidente aéreo de los Andes en 1972. Fue el primer largometraje referente al suceso y se rodó en México. El guion está basado en el libro homónimo de Clay Blair Jr. Todos los nombres de los supervivientes fueron cambiados en la película.

## Argumento
Un equipo de rugby uruguayo en un vuelo de Uruguay hacia Chile, se estrella en la Cordillera de los Andes, del lado argentino de la frontera, y tiene que sobrevivir a temperaturas extremadamente frías y un clima duro. A medida que algunas personas mueren, los supervivientes se ven obligados a tomar una terrible decisión entre el hambre y el canibalismo.

## Reparto
- Hugo Stiglitz como Francisco Pedraza.
- Norma Lazareno como Silvia Pedraza.
- Luz María Aguilar como Sra. Madero.
- Fernando Larrañaga como Madero.
- Lorenzo de Rodas
- Pablo Ferrel como Raúl.
- Leonardo Daniel como Carmelo.
- Sara Guasch como Sra. Pedraza.
- Ernesto Gallardo
- José Antonio Mena
- Gloria Chávez como Gloria, mujer que va a la boda.
- José Elías Moreno Jr. como Rodrigo Fernández.
- Miguel Ángel Ferriz
- Carlos Cámara
- Ernesto Parra
- Sebastián Ligarde como Felipe.
- Wilson Ovelar Fournier como Piloto.
- Eugenio Villar Borja como El Oso.

## Recepción
The New York Times dio una crítica negativa a la película (bajo su título en inglés, Survive!), llamándola «una película molestamente doblada de exposición rudimentaria con un acompañamiento musical a veces metálico». Roger Ebert le dio a la película cero estrellas y dijo: «En la mayoría de las películas que muestran mucha sangre y cortes y primeros planos de heridas supurantes y todo eso, la audiencia típica se ríe para romper la tensión (las películas de terror casi siempre se presentan como comedias). Sin embargo, con Survive!, la audiencia tiende a ser un poco más sobria, un poco más reflexiva. Tal vez eso se deba a que nos damos cuenta de que detrás de esta película bastante tonta, sin inspiración e incluso cruda hay una historia real de un poder tan convincente que nos vemos obligados a pensar y responder».
Durante el fin de semana del Día del Trabajo de 1976, la película se estrenó en Chicago y recaudó $1,060,000 en 63 cines, lo que la impulsó al número uno en la taquilla de Estados Unidos.

## Polémica
La película causó revuelo debido a que trata el tema de la antropofagia (confundida erróneamente con el canibalismo), aunque todas las muertes fueron resultado del accidente o el frío e inanición (varios se resistieron a comer carne humana).[cita requerida]